# افراط‌گرایی
افراط‌گرایی (به انگلیسی: Extremism) در لغت به معنای «افراطی بودن» یا «دفاع از دیدگاه‌ها یا اقدامات افراطی» است.
امروزه‌ اغلب در معنای، نژاد (انسان) و قومیت و سیاست یا دین برای ایدئولوژی‌ای به‌کار می‌رود که از گرایش‌های جریان اصلی (مورد قبول) جامعه بسیار خارج باشد.
لفظ «افراط‌گرایی» معمولاً معنای تحقیرآمیز می‌دهد؛ یعنی برای ابراز نارضایتی شدید به افراط گرایان استفاده می شود 
افراط گرایان معمولاً در تضاد با میانه گرایان یا میانه روان قرار می‌گیرند.